# 519 Sylvania
519 Sylvania è un asteroide della fascia principale del diametro medio di circa 48,25 km. Scoperto nel 1903, presenta un'orbita caratterizzata da un semiasse maggiore pari a 2,7897393 UA e da un'eccentricità di 0,1860521, inclinata di 11,01531° rispetto all'eclittica.
L'origine del nome è riconducibile alla parola selva, in riferimento ai boschi che lo scopritore, Raymond Smith Dugan, era solito frequentare da giovane.